# سامي فريوي
سامي فريوي (ولد في 7 سبتمبر 1991 في القبة، الجزائر) لاعب كرة قدم جزائري يجيد اللعب في مركز المهاجم وبدرجة أقل الجناح الأيسر والأيمن. يلعب حاليا لصالح الخالدية في الدوري البحريني الممتاز من 2022.

## المسيرة الرياضية

### الأندية
في 1 يوليو 2009 تم تصعيده للفريق الأول في اتحاد الجزائر الجزائري. في موسمه الأول 2009-2010 وفي بطولة دوري الدرجة الأولى ساهم في احتلال فريقه المركز الرابع برصيد 53 نقطة في 34 مباراة. وفي بطولة كأس الجزائر ساهم في وصول فريقه إلى الدور الربع النهائي عندما خسر من مولودية الجزائر بثلاثية نظيفة.
في موسمه الثاني 2010-2011 وفي بطولة دوري الدرجة الأولى ساهم في احتلال فريقه المركز التاسع برصيد 38 نقطة في 30 مباراة. وفي بطولة كأس الجزائر خرج من مباراته الأولى عندما خسر من مولودية سعيدة بركلات الترجيح في الدور32.
في موسمه الثالث 2011-2012 وفي بطولة دوري الدرجة الأولى ساهم في احتلال فريقه المركز الثالث برصيد 52 نقطة في 30 مباراة بفارق نقطة واحدة عن البطل وفاق سطيف. وفي بطولة كأس الجزائر ساهم في وصول فريقه إلى الدور الربع النهائي عندما خسر من اتحاد الحراش بركلات الترجيح بعد تعادلهما 1-1 في مجموع المباراتين.
في موسمه الرابع 2012-2013 وفي بطولة دوري الدرجة الأولى ساهم في احتلال فريقه المركز الخامس برصيد 51 نقطة في 30 مباراة بفارق 8 نقاط عن البطل وفاق سطيف. وفي بطولة كأس الجزائر ساهم في تتويج فريقه بالبطولة بعدما تغلب في المباراة النهائية على مولودية الجزائر بهدف نظيف وبالتالي حقق فريوي أولى بطولاته الشخصية. وفي بطولة كأس الاتحاد العربي للأندية ساهم في تتويج فريقه بالبطولة بعدما تغلب في المباراة النهائية على العربي الكويتي 3-2 في مجموع المباراتين وبالتالي حقق فريوي ثاني بطولاته الشخصية. وفي بطولة كأس الكونفيدرالية الأفريقية ساهم في وصول فريقه إلى الدور32 عندما خسر من بيتام الغابوني 0-3.
في موسمه الخامس والأخير 2013-2014 وفي بطولة دوري الدرجة الأولى ساهم في تتويج فريقه بالبطولة بعدما تصدر الترتيب برصيد 68 نقطة في 30 مباراة وبالتالي حقق فريوي أولى بطولاته الشخصية. وفي بطولة كأس الجزائر ساهم في وصول فريقه إلى الدور الثمن النهائي عندما خسر من شبيبة القبائل بركلات الترجيح.
في 1 يوليو 2014 انتقل فريوي من اتحاد الجزائر إلى اتحاد الحراش بالإعارة حتى نهاية الموسم. في موسم 2014-2015 وفي بطولة دوري الدرجة الأولى ساهم في احتلال فريقه المركز الرابع برصيد 43 نقطة من 30 مباراة بفارق نقطة واحدة عن صاحب المركز الثالث المؤهل للبطولات القارية. وفي بطولة كأس الجزائر ساهم في وصول فريقه إلى الدور الثمن النهائي عندما خسر من اتحاد الجزائر 0-2.
في 21 يوليو 2015 انتقل فريوي من اتحاد الجزائر إلى شبيبة بجاية الجزائري في صفقة انتقال حر. في موسمه الوحيد 2015-2016 وفي بطولة دوري الدرجة الثانية ساهم في احتلال فريقه المركز الثالث عشر برصيد 38 نقطة من 30 مباراة بفارق نقطة واحدة عن منطقة الهبوط. وفي بطولة كأس الجزائر خرج فريقه من مباراته الأولى عندما خسر من وادي السمار 0-2 في الدور64.
في 1 يوليو 2016 انتقل فريوي من شبيبة بجاية إلى اتحاد البليدة الجزائري في صفقة انتقال حر. في موسمه الأول 2016-2017 وفي بطولة دوري الدرجة الثانية ساهم في احتلال فريقه المركز الثاني برصيد 51 نقطة من 30 مباراة بفارق 11 نقطة عن البطل بارادو وبالتالي يصعد إلى الدرجة الأولى. وفي بطولة كأس الجزائر ساهم في وصول فريقه إلى الدور32 عندما خسر من مولودية سعيدة 0-2.
في موسمه الثاني والأخير 2017-2018 وفي بطولة دوري الدرجة الأولى ساهم في احتلال فريقه المركز السادس عشر الأخير برصيد 23 نقطة من 30 مباراة بفارق 13 نقطة عن منطقة الأمان وبالتالي العودة مجددا إلى الدرجة الثانية. وفي بطولة كأس الجزائر ساهم في وصول فريقه إلى الدور الربع النهائي عندما خسر من شبيبة القبائل 1-2.
في 1 يوليو 2018 انتقل فريوي من اتحاد بليدة إلى لاريسا اليوناني في صفقة انتقال حر. في موسمه الوحيد 2018-2019 ساهم في حصد فريقه 15 نقطة في 14 مباراة محتلا المركز 11. وفي بطولة كأس اليونان ساهم في وصول فريقه إلى الدور الثمن النهائي بعدما تغلب في الدور32 على أبولون بونتو 4-0.
في 1 يناير 2019 انتقل فريوي من لاريسا إلى مولودية الجزائر الجزائري في صفقة انتقال حر. في موسمه الأول 2018-2019 وفي بطولة دوري الدرجة الأولى ساهم في احتلال فريقه المركز السادس برصيد 43 نقطة من 30 مباراة بفارق نقطة عن صاحب المركز الخامس المؤهل إلى البطولات القارية. وفي بطولة كأس الجزائر ساهم في وصول فريقه إلى الدور الثمن النهائي عندما خسر من نصر حسين داي بهدف نظيف. وفي بطولة كأس العرب للأندية الأبطال خسر فريقه من المريخ السوداني 0-3 في مجموع المباراتين.
في موسمه الثاني 2019-2020 وفي بطولة دوري الدرجة الأولى ساهم في حصد فريقه 34 نقطة في 20 مباراة وبعدما توقفت البطولة بسبب انتشار جائحة كورونا. وفي بطولة كأس الجزائر ساهم في وصول فريقه إلى الدور الثمن النهائي عندما خسر من وداد بوفاريك بركلات الترجيح. وفي بطولة دوري الدرجة الأولى وفي بطولة كأس العرب للأندية الأبطال ساهم في وصول فريقه إلى الدور الربع النهائي عندما خسر من الرجاء المغربي بقاعدة الأهداف خارج الأرض بعد تعادلهما 2-2 في مجموع المباراتين.
في موسمه الثالث 2020-2021 وفي بطولة دوري الدرجة الأولى ساهم في احتلال فريقه المركز السابع برصيد 57 نقطة من 38 مباراة. وفي بطولة دوري أبطال أفريقيا ساهم في وصول فريقه إلى الدور الربع النهائي عندما خسر من الوداد المغربي 1-2 في مجموع المباراتين.
في موسمه الرابع والأخير 2021-2022 وفي بطولة دوري الدرجة الأولى ساهم في احتلال فريقه المركز الثامن برصيد 51 نقطة من 34 مباراة. وتوج فريوي بلقب هداف بطولة الدوري برصيد 17 هدف ليحقق أولى ألقابه الفردية. وفي بطولة كأس الرابطة الجزائرية خرج فريقه من مباراته الأولى عندما خسر من اتحاد الجزائر 0-2 في الدور الثمن النهائي.
في 25 يوليو 2022 انتقل فريوي من مولودية الجزائر إلى الخالدية البحريني (الدوري الممتاز) في صفقة انتقال حر. في موسمه الأول 2022-2023 وفي بطولة الدوري البحريني الممتاز ساهم في تتويج فريقه بالبطولة بعدما تصدر الترتيب بفارق نقطة واحدة عن وصيفه المنامة ليحقق فريوي رابع بطولاته مع الأندية. وفي بطولة كأس ملك البحرين خرج فريقه من مباراته الأولى عندما خسر في الدور الثمن النهائي من سترة بركلات الترجيح. وفي بطولة كأس السوبر البحريني ساهم في تتويج فريقه بالبطولة بعدما تغلب على الرفاع بهدفين نظيفين ليحقق فريوي خامس بطولاته مع الأندية. وفي بطولة كأس الاتحاد البحريني ساهم في وصول فريقه إلى المباراة النهائية حينها خسر من الأهلي بركلات الترجيح.

## الإنجازات

### الأندية
- اتحاد الجزائر (3)
  - الرابطة الجزائرية المحترفة الأولى (1): 2013-2014
  - كأس الجزائر (1): 2012-2013
  - كأس الاتحاد العربي للأندية (1): 2012-2013
- الخالدية (2)
- الدوري البحريني الممتاز (1): 2023/2022
- كأس السوبر البحريني (1): 2022

### الفردية
- هداف الرابطة الجزائرية المحترفة الأولى (17 هدف): 2021-2022